# Namazu Ike
Namazu Ike (von japanisch ナマズ池 ‚Wels-See‘) ist ein See an der Prinz-Harald-Küste des ostantarktischen Königin-Maud-Lands. Er ist der klarste See auf der Halbinsel Skarvsnes am Ostufer der Lützow-Holm-Bucht und liegt auf einer Anhöhe südöstlich des Suribati Ike.
Japanische Wissenschaftler benannten ihn 2012 nach seiner Form, die an einen Wels erinnert.